# Andrew Scott (attore)
Andrew Scott (Dublino, 21 ottobre 1976) è un attore irlandese.
È salito alla ribalta per aver interpretato James Moriarty nella serie televisiva Sherlock (2010-2017), per la quale ha vinto il BAFTA Television Award come miglior attore non protagonista. Il suo ruolo nella seconda stagione della serie televisiva Fleabag (2019) gli ha fatto guadagnare un più ampio riconoscimento e gli è valso un Critics' Choice Television Award e la sua prima candidatura al Golden Globe, allo Screen Actors Guild Award e al Premio Emmy. È anche noto per i suoi ruoli nei film Pride (2014), Spectre (2015), 1917 (2019) ed Estranei (2023), per il quale è stato candidato al Golden Globe per il miglior attore in un film drammatico. Nel 2024, ha interpretato Tom Ripley nella serie thriller Ripley, ruolo per cui si aggiudica ulteriori candidature al Golden Globe e al Premio Emmy. Nel 2025 ha vinto l'Orso d'argento per la miglior interpretazione da non protagonista per la sua interpretazione di Richard Rodgers nel film Blue Moon di Richard Linklater.

## Biografia
Andrew Scott è nato a Dublino, Irlanda, il 21 ottobre del 1976. Figlio di Nora e Jim Scott, è il secondo di tre figli, sua madre era un'insegnante d'arte e suo padre ha lavorato in un'agenzia di collocamento. Dichiaratamente gay, Scott ha debuttato come attore a diciassette anni nel film irlandese Korea. Dopo aver fatto una piccola parte nel film di Steven Spielberg Salvate il soldato Ryan, ha lavorato con il produttore teatrale Karel Reisz in Long Day's Journey into Night per il quale è risultato il miglior attore dell'anno: ha ricevuto un Independent/Spirit of Life Awards e una nomination all'Irish Times Award come attore non protagonista.
Scott è apparso nel piccolo ruolo di Michael Blodgett nel film Nora con Ewan McGregor e in un adattamento televisivo di The American di Henry James insieme a Diana Rigg e Matthew Modine; ha poi debuttato in teatro a Londra in Dublin Carol di Conor McPherson con Brian Cox al Royal Court Theatre. Ha fatto poi parte del cast della tragedia Longitude, vincendo il British Academy Television Awards come miglior attore non protagonista nel 2012 per Sherlock, e della pluripremiata miniserie della HBO Band of Brothers - Fratelli al fronte. Nel 2017 ha interpretato Amleto prima all'Almeida Theatre e poi all'Harold Pinter Theatre. Nel 2019 è entrato a far parte del cast della multipremiata serie televisiva Fleabag, in un ruolo che gli è valso la vittoria di un Critics' Choice Awards e una nomination ai Golden Globe.
Nello stesso anno prende parte alla serie TV His Dark Materials - Queste oscure materie nel ruolo di John Parry.

## Filmografia

### Cinema
- Korea, regia di Cathal Black (1995)
- Drinking Crude, regia di Owen McPolin (1997)
- Salvate il soldato Ryan (Saving Private Ryan), regia di Steven Spielberg (1998)
- The Tale of Sweety Barrett, regia di Stephen Bradley (1998)
- Nora, regia di Pat Murphy (2000)
- Dead Bodies, regia di Robert Quinn (2003)
- Chasing Cotards, regia di Edward L. Dark - cortometraggio (2010)
- Anton Chekhov's The Duel, regia di Dover Koshashvili (2010)
- Silent Things, regia di Rob Brown - cortometraggio (2010)
- The Stag - Se sopravvivo mi sposo, regia di John Butler (2013)
- Locke, regia di Steven Knight (2013)
- Jimmy's Hall - Una storia d'amore e libertà (Jimmy's Hall), regia di Ken Loach (2014)
- Pride, regia di Matthew Warchus (2014)
- Spectre, regia di Sam Mendes (2015)
- Victor - La storia segreta del dott. Frankenstein (Victor Frankenstein), regia di Paul McGuigan (2015)
- Alice attraverso lo specchio (Alice Through the Looking Glass), regia di James Bobin (2016)
- La verità negata (Denial), regia di Mick Jackson (2016)
- Handsome Devil, regia di John Butler (2016)
- This Beautiful Fantastic, regia di Simon Aboud (2017)
- The Delinquent Season, regia di Mark O'Rowe (2018)
- A Dark Place, regia di Simon Fellows (2019)
- 1917, regia di Sam Mendes (2019)
- Catherine (Catherine Called Birdy), regia di Lena Dunham (2022)
- Estranei (All of Us Strangers), regia di Andrew Haigh (2023)
- Back in Action, regia di Seth Gordon (2025)
- Blue Moon, regia di Richard Linklater (2025)
- Wake Up Dead Man: Knives Out (Wake Up Dead Man: A Knives Out Mystery), regia di Rian Johnson (2025)

### Televisione
- Budgie, regia di Peter Butler – film TV (1995)
- Miracle at Midnight, regia di Ken Cameron – film TV (1998)
- The American, regia di Paul Unwin – film TV (1998)
- Longitude, regia di Charles Sturridge – film TV (2000)
- I Was the Cigarette Girl, regia di Peter Kavanagh – cortometraggio TV (2001)
- Band of Brothers - Fratelli al fronte (Band of Brothers) – miniserie TV, puntata 02 (2001)
- Killing Hitler, regia di Jeremy Lovering – documentario TV (2003)
- My Life in Film – serie TV, 6 episodi (2004)
- The Quatermass Experiment, regia di Sam Miller – film TV (2005)
- Nuclear Secrets, regia di Nat Sharman - miniserie TV (2007)
- John Adams, regia di Tom Hooper – miniserie TV, 4 puntate (2008)
- Little White Lie, regia di Nicholas Renton – film TV (2008)
- Foyle's War – serie TV, episodio 7x03 (2010)
- Lennon Naked - Essere John Lennon (Lennon Naked), regia di Edmund Coulthard – film TV (2010)
- Garrow's Law – serie TV, episodio 2x02 (2010)
- The Hour – serie TV, episodi 1x01-1x03 (2011)
- Sherlock – serie TV, 9 episodi (2010-2017)
- Blackout – miniserie TV (2012)
- Dates – serie TV, 1 episodio (2013)
- King Lear, regia di Richard Eyre – film TV (2018)
- Black Mirror – serie TV, episodio 5x02 (2019)
- Fleabag – serie TV, 6 episodi (2019)
- Modern Love – serie TV, episodi 1x07-1x08 (2019)
- His Dark Materials - Queste oscure materie (His Dark Materials) – serie TV, 7 episodi (2019-2022)
- Oslo, regia di Bartlett Sher – film TV (2021)
- The Pursuit of Love - Rincorrendo l'amore (The Pursuit of Love) – miniserie TV, 3 episodi (2021)
- Ripley – miniserie TV, 8 episodi (2024)
- Too Much - serie TV, 2 episodi (2025)

### Doppiatore
- School of Roars – serie animata, 56 episodi (2017-2020)
- Big Hero 6 - La serie (Big Hero 6: The Series) – serie animata (2017-2018)

## Teatro
- Brighton Beach Memoirs di Neil Simon, regia di Rita Tieghe. Andrew's Lane Studio di Dublino
- Sei personaggi in cerca d'autore da Luigi Pirandello, regia di John Crowley. Abbey Theatre di Dublino (1996)
- Una donna senza importanza di Oscar Wilde, regia di Ben Barnes. Abbey Theatre di Dublino (1996)
- Le nozze di Figaro da Pierre-Augustin de Beaumarchais, regia di Brian Brady. Abbey Theatre di Dublino (1996)
- Occidente solitario di Martin McDonagh, regia di Gary Hines. Druid Lane Theatre di Galway (1998)
- Lungo viaggio verso la notte di Eugene O'Neill, regia di Karel Reisz. Gate Theatre di Dublino (1998)
- Dublin Carol di Conor McPherson, regia di Ian Rickson. Old Vic e Royal Court Theatre di Londra, Gate Theatre di Dublino (2000)
- The Secret Fall of Constance Wilde di Thomas Kilroy, regia di Patrick Mason. Abbey Theatre di Dublino e Barbican Centre di Londra (2000)
- The Coming World di Christopher Shinn, regia di Mark Brickman. Soho Theatre di Londra (2001)
- Crave di Sarah Kane, regia di Vicky Featherstone. Royal Court Theatre di Londra (2001)
- The Cavalcaders di Billy Roche, regia di Robin LeFevre. Yvonne Armand Theatre di Guildford e Theatre Royal di Bath (2002)
- Original Sin, scritto e diretto da Peter Gill. Crucible Theatre di Sheffield (2002)
- Playing the Victim di Oleg e Vladimir Presnyakov, regia di Richard Wilson. Tour britannico (2003)
- A Girl in a Car with a Man di Rob Evans, regia di Joe Hill-Gibbins. Royal Court Theatre di Londra (2004)
- Aristocrats di Brian Friel, regia di Tom Cairns. National Theatre di Londra (2005)
- Dying City di Christopher Shinn, regia di James McDonald. Royal Court Theatre di Londra (2006)
- The Vertical Hour di David Hare, regia di Sam Mendes. Music Box Theatre di Broadway (2006)
- Sea Wall di Simon Stephens, regia di George Perrin. Bush Theatre di Londra (2009)
- Roaring Trade di Steve Thompson, regia di Roxana Silbert. Soho Theatre di Londra (2009)
- Pencil di David Nicchols, regia di Douglas Hodge. Old Vic di Londra (2009)
- Cock di Mike Bartlett, regia di James McDonald. Royal Court Theatre di Londra (2009)
- Design For Living di Noël Coward, regia di Anthony Page. Old Vic di Londra (2010)
- Cesare e Galileo di Henrik Ibsen, regia di Jonathan Kent. National Theatre di Londra (2011)
- Voci di famiglia e Victoria Station di Harold Pinter, regia di Edward Stambollouian. Trafalgar Studios di Londra (2013)
- Sea Wall di Simon Stephens, regia di George Perrin. National Theatre di Londra (2013), Theatre Festival di Dublino (2015)
- Birdland di Simon Stephens, regia di Carrie Cracknell. Royal Court Theatre di Londra (2014)
- The Dazzle di Richard Greenberg, regia di Simon Evans. Found111 di Londra (2015)
- Amleto di William Shakespeare, regia di Robert Icke. Almeida Theatre e Harold Pinter Theatre di Londra (2017)
- Il divo Garry di Noël Coward, regia di Matthew Warchus. Old Vic Theatre di Londra (2019)
- Vanya, da Anton Čechov, adattamento e regia di Simon Stephens. Duke of York's Theatre di Londra (2023), Lucille Lortel Theatre dell'Off-Broadway (2025)

## Riconoscimenti
- Golden Globe
  - 2020 – Candidatura al miglior attore non protagonista in una serie commedia per Fleabag
  - 2024 – Candidatura al miglior attore in un film drammatico per Estranei
  - 2025 – Candidatura per il miglior attore in una mini-serie o film per la televisione per Ripley
- British Academy Television Awards
  - 2012 – Miglior attore non protagonista per Sherlock
- British Independent Film Awards
  - 2014 – Miglior attore non protagonista per Pride
- Critics' Choice Awards
  - 2020 – Miglior attore non protagonista in una serie commedia per Fleabag
- Drama League Award
  - 2006–2007 – Candidatura per la miglior performance per The Vertical Hour
- Premio Emmy
  - 2020 - Candidatura al migliore attore guest in una serie drammatica per Black Mirror
- Festival internazionale del cinema di Berlino
  - 2004 – Shooting Stars Award
  - 2025 – Orso d'argento per la miglior interpretazione da non protagonista per Blue Moon
- Irish Film and Television Award
  - 2003 – Miglior attore protagonista per Dead Bodies
  - 2014 – Candidatura per il miglior attore protagonista per The Stag – Se sopravvivo mi sposo
  - 2013 – Miglior attore non protagonista televisivo per Sherlock
  - 2015 – Candidatura per il miglior attore non protagonista per Pride
- Irish Times Theatre Awards
  - 1998 – Candidatura al miglior attore non protagonista per Lungo viaggio verso la notte
- Laurence Olivier Awards
  - 2005 – Outstanding Achievement in an Affiliate Theatre per A Girl in a Car with a Man
  - 2018 – Candidatura per il miglior attore per Amleto
  - 2020 – Miglior attore per Il divo Garry
  - 2024 – Candidatura per il miglior attore per Vanya
- National Society of Film Critics Award[5]
  - 2024 – Miglior attore ad Andrew Scott
- Screen Actors Guild Award
  - 2020 – Candidatura alla miglior performance maschile in una serie commedia per Fleabag
  - 2020 – Candidatura al miglior cast di una serie commedia per Fleabag

## Doppiatori italiani
Nelle versioni in italiano delle opere in cui ha recitato, Andrew Scott è stato doppiato da:
- Fabrizio Manfredi in Sherlock (st. 1-2; ep. 3x03), The Stag - Se sopravvivo mi sposo, Victor - La storia segreta del dott. Frankenstein, The Pursuit of Love - Rincorrendo l'amore
- Emiliano Coltorti in Pride, Alice attraverso lo specchio, Catherine, Back in Action
- Gianfranco Miranda in Fleabag, His Dark Materials - Queste oscure materie (st. 2-3), Oslo, Ripley
- David Chevalier in Sherlock (ep. 3x01; st. 4), Modern Love, Estranei
- Alessandro Quarta in My Life in Film, La verità negata
- Giorgio Borghetti in Spectre, This Beautiful Fantastic
- Francesco Bulckaen in Lennon Naked - Essere John Lennon
- Riccardo Scarafoni in Jimmy's Hall - Una storia d'amore e libertà, Black Mirror
- Marco De Risi in King Lear
- Simone D'Andrea in 1917
- Edoardo Stoppacciaro in His Dark Materials - Queste oscure materie (st. 1)

Da doppiatore è sostituito da:
- Alessandro Quarta in Locke